# Azzano (Torlino Vimercati)
Azzano (Asà in dialetto cremasco) è l'unica frazione di Torlino Vimercati in provincia di Cremona.

## Storia
Azzano è località antichissima, citata già nel 1192 nel diploma imperiale nel quale Enrico V riconosceva a Cremona la giurisdizione sul cremasco.
Nel 1206 il vescovo di Cremona Sicardo disponeva il numero di sacerdoti dipendenti dalla pieve di Arzago citando le chiese di San Lorenzo e San Vincenzo.
Nella convenzione datata 9 aprile 1361 e stipulata dal podestà di Crema e i consoli dei comuni del territorio Azzano apparteneva alla Porta Pianengo. Situazione confermata anche dagli statuti di Crema del 1536.
Nel corso del XV secolo la nobile famiglia Vimercati di Crema istituiva a favore della chiesa di San Lorenzo un beneficio, finanziandone successivamente la ricostruzuione. Con bolla datata 25 agosto 1514 papa Leone X erigeva la parrocchia e rettoria concendendo il diritto di giuspatronato alla famiglia Vimercati.
Con l'istituzione della diocesi di Crema la parrocchia di Azzano nel 1580 fu smembrata dalla diocesi di Cremona.
Nella visita pastorale Regazzoni (1583) risultava presente ad Azzano anche un oratorio dedicato a Santa Maria del Popolo, una cappella privata soppressa nel 1818.
Nel corso del XVII secolo fu abbattuta la chiesa di San Vincenzo, mentre sul finire del secolo, amministrativamente Azzano apparteneva alla Porta Nuova.
Nel 1810 il Comune di Azzano fu soppresso ed aggregato a Pieranica. Nove anni dopo fu, invece, unito a Torlino.
Dal 2001 la parrocchia di Azzano è retta in qualità di amministratore pastorale dal parroco di Pieranica.

### Le terre neutre di Azzano
Con la pace di Lodi del 1454 furono definite le assegnazioni territoriali al Ducato di Milano e alla Repubblica di Venezia in terra lombarda. Tuttavia, tra Azzano e Vailate non si pervenne ad alcun accordo e l'area fu dichiarate "neutrale", rimandando ad altro momento la presa di una decisione.
Le autorità del Ducato e della Repubblica avevano facoltà di procedere nei confronti dei cittadini propri sudditi, ma non contro quelli dell'altro stato: cosicché la zona neutra divenne rifugio di malfattori (come i bravi citati da Alessandro Manzoni ne I promessi sposi, per esempio).
La situazione si trascinò fino al 1756 quando a Mantova i rappresentanti dei due stati divisero la superficie di 1.836 pertiche e 14 tavole esattamente in due parti uguali.

## Monumenti e luoghi d'interesse

### Architetture religiose
La chiesa parrocchiale intitolata a San Lorenzo martire ha origini risalenti al XVI secolo e presenta una semplice facciata con portale centrale e timpano. È affiancata da un alto e sproporzionato campanile. L'interno è riccamente decorato con affreschi di scuola cremonese. Emergono le epigrafi che descrivono la storia della famiglia Vimercati, forse opera di Tomaso Pombioli.

### Architetture civili
La torre-villa Vimercati-Sanseverino è una dimora singolare costruita in due distinte fasi: il livello inferiore risale al XVI secolo costruito secondo canoni classici; la datazione del livello superiore è incerta, ma risalirebbe forse al XVIII secolo richiamando un gusto neogotico. All'interno sono presenti pareti affrescate con scene agresti e personaggi mitologici probabilmente risalenti al XVI secolo e mai pienamente studiati ed attribuiti.
Il borgo di Azzano presenta una forma rurale sostanzialmente preservata con corti agricole spesso comunicanti fra loro.

## Galleria d'immagini

La chiesa parrocchiale di San Lorenzo ad Azzano
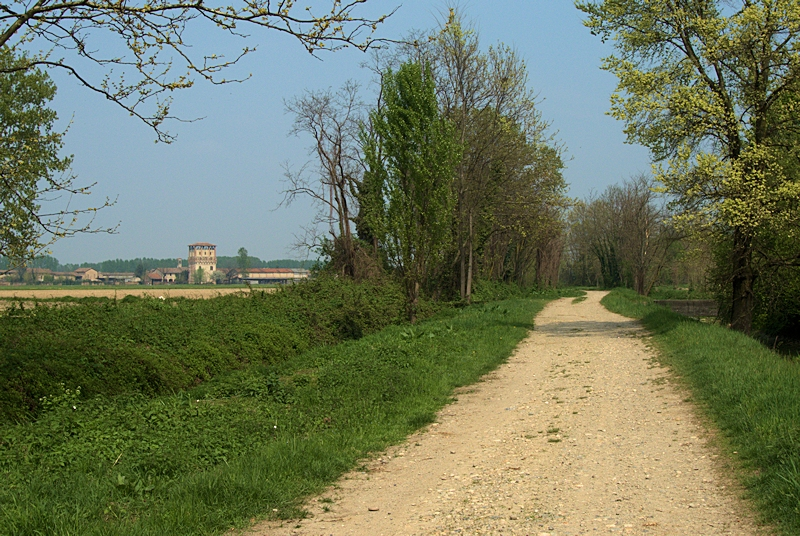
La roggia Misana presso Azzano
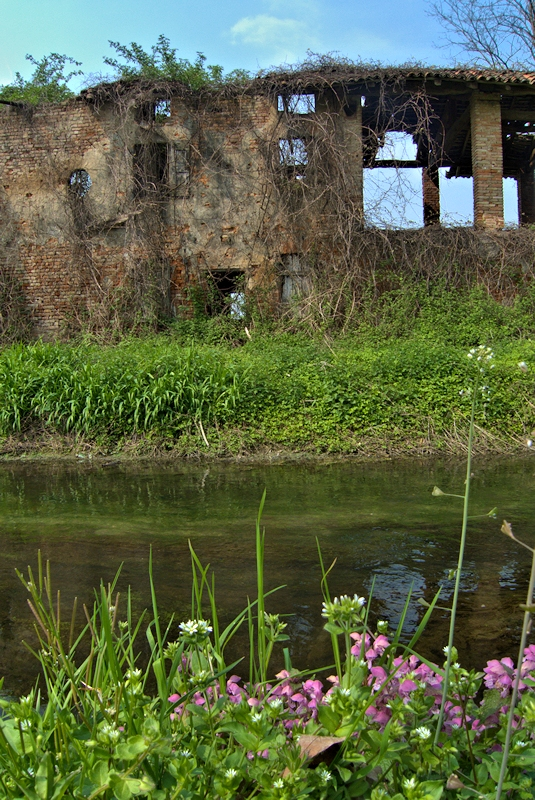
La roggia Misana presso i ruderi della cascina Fiumicella di sopra
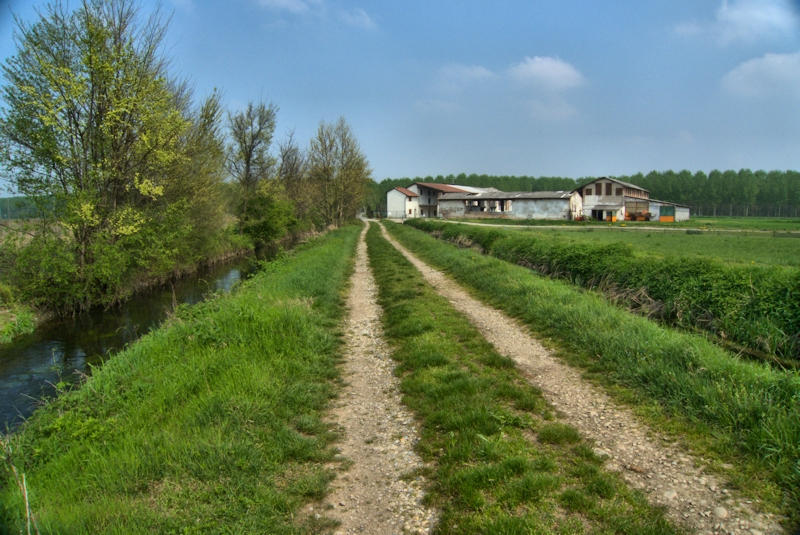
La roggia Misana presso la cascina Fiumicella di sotto